# صعو أحمر العرف
صعو أحمر العرف أو صَعوة متوجة بالنار (الاسم العلمي: Regulus  ignicapillus) (بالإنجليزية: Common  Firecrest)‏ هو طائر ينتمي إلى صعو (فصيلة: Regulidae).